# Libanesiska maffian
Libanesiska maffian är en vardagsterm för organiserade brottsgrupper som härstammar från Libanon och Levanten. Den libanesiska organiserade brottsligheten är aktiv i själva landet Libanon, såväl som i länder och områden med en stor arabisk gemenskap, framför allt Storbritannien, Australien, Tyskland och i Trippelfronten i Sydamerika. Libanesiska organiserade brottssyndikat är i allmänhet aktiva globalt, till stor del på grund av den arabiska massbefolkningen. Under de senaste decennierna hade de arabiska brottsfamiljerna kontrollerat 78 % av Tysklands kriminella aktiviteter.

## Områden

### Beqaadalen
Beqaadalen, en bördig dal i östra Libanon och en av landets viktigaste jordbruksregioner, är också känd för att vara en av de viktigaste cannabisodlingsregionerna i Mellanöstern. I vissa delar av regionen är livet uppbyggt kring utökade klanfamiljer, av vilka ett antal är aktiva i kriminell verksamhet som narkotikahandel, kidnappning mot lösen och bilstöld. På grund av den stora internationella arabiska diasporan och tillsammans med ett visst antal organiserade kriminella som är aktiva i sina respektive samhällen, har Beqaadalen blivit en av de mest ökända marijuana- och haschexporterande regionerna i världen.

### Australien
Arabisk organiserad brottslighet introducerades i Australien efter massinvandringen av araber efter det libanesiska inbördeskriget på 1970-talet till slutet av 1980-talet. Det första samhället av libaneser i Australien var maronitiska kristna, snabbt följt av ett stort muslimskt samfund. Huvudcentrumet för den arabiska organiserade brottsligheten är Sydney, med en betydande gemenskap på 120 000, följt av Melbourne. Kriminella organisationer är mestadels baserade på utökade brottsfamiljer med ett stort antal medarbetare från deras samhälle. Arabiska gängs huvudsakliga aktiviteter i Australien är narkotika- och vapenhandel, utpressning, prostitution, bilstöld och penningtvätt. Ofta är olika rivaliserande kriminella familjer sammanlänkade i fejder, vilket resulterar i en hel del våld. Kriminella organisationer överskrider dock ofta religiösa och kulturella barriärer, med medlemmar av de sunnitiska samfunden alla involverade i samma kriminella organisationer. 

### Tyskland
I analogi med Australien kom också den arabiska organiserade brottsligheten till Tyskland efter det libanesiska inbördeskriget. Ett stort antal före detta libanesiska medborgare immigrerade till flera tyska storstäder under politisk asyl och flyktingstatus. Jämfört med den arabiska befolkningen i Australien, är ett mycket större antal araber i Tyskland och har traditionellt sett bosatt sig i stort antal i libanesiska regioner som Tripoli, Beqaa-dalen och Beirut där de har en integrerad del av landets sunnitiska samfund. Under ett stort antal flyktingar fanns det också flera utökade klaner som redan i Libanon var djupt förankrade i organiserad brottslighet. I Tyskland bosatte sig dessa klaner mestadels i Berlin, Bremen och Essen där de blev inblandade i narkotikahandel, vapenhandel, utpressning, prostitution, illegalt hasardspel, bilstöld, penningtvätt och väpnat rån. Några av de mer ökända arabiska brottsfamiljerna inkluderar Harb-klanen, Shams-klanen Al Zein-klanen och den ökända Miri-klanen från Bremen. Dessa kriminella organisationer är mestadels baserade på utökade kriminella klaner.

### Trippelgränsen
Trippelgränsen, ett område med tre gränser längs korsningen mellan Paraguay, Argentina och Brasilien, används ofta av libanesiska grupper kopplade till politiska partier men också av arabiska maffiagrupper som ett paradis för smuggling och penningtvätt.

## Arabiska maffiaklaner
- Harb klanen
- Al Takach klanen
- Al Riachy klanen
- Miri-klanen
- Al-Zein-klanen
- Masri klanen
- Naaman klanen
- Shams klanen
- Haidar klanen
- Semmo klanen
- Hamih klanen
- Zaiter klanen
- Koleilat klanen
- Fakhroklanen
- Mokdad klanen
- Al Qannas klanen
- Remmo-Klanen
- Ali Khan-klanen